# Midena
Midena är en bergskedja i Bosnien och Hercegovina.   Den ligger i entiteten Federationen Bosnien och Hercegovina, i den sydvästra delen av landet, 100 km väster om huvudstaden Sarajevo.
Midena sträcker sig 6,3 km i sydostlig-nordvästlig riktning. Den högsta toppen är Sinjal, 1 221 meter över havet.
Topografiskt ingår följande toppar i Midena:
- Kuline
- Midena
- Orlovača
- Ravno Brdo
- Sinjal

Trakten runt Midena består till största delen av jordbruksmark. Runt Midena är det ganska tätbefolkat, med 93 invånare per kvadratkilometer.